# Bantayan (Seunudon)
Bantayan is een bestuurslaag in het regentschap Aceh Utara van de provincie Atjeh, Indonesië. Bantayan telt 142 inwoners (volkstelling 2010).